# Tadeusz Pieniążek
Tadeusz Romuald Pieniążek (ur. 7 lutego 1922, zm. 12 września 2002 we Wrocławiu) – polski inżynier chemii. 

## Życiorys
Absolwent z 1950 Politechniki Wrocławskiej. Doktorat obronił w 1961, habilitację uzyskał w 1967. Od 1973 profesor nadzwyczajny na Wydziale Chemicznym Politechniki Wrocławskiej, dziekan tego wydziału w latach 1968–1972, 1981–1987.
Zmarł we Wrocławiu, pochowany na Cmentarzu parafialnym Świętej Rodziny (sektor 6-5-8).

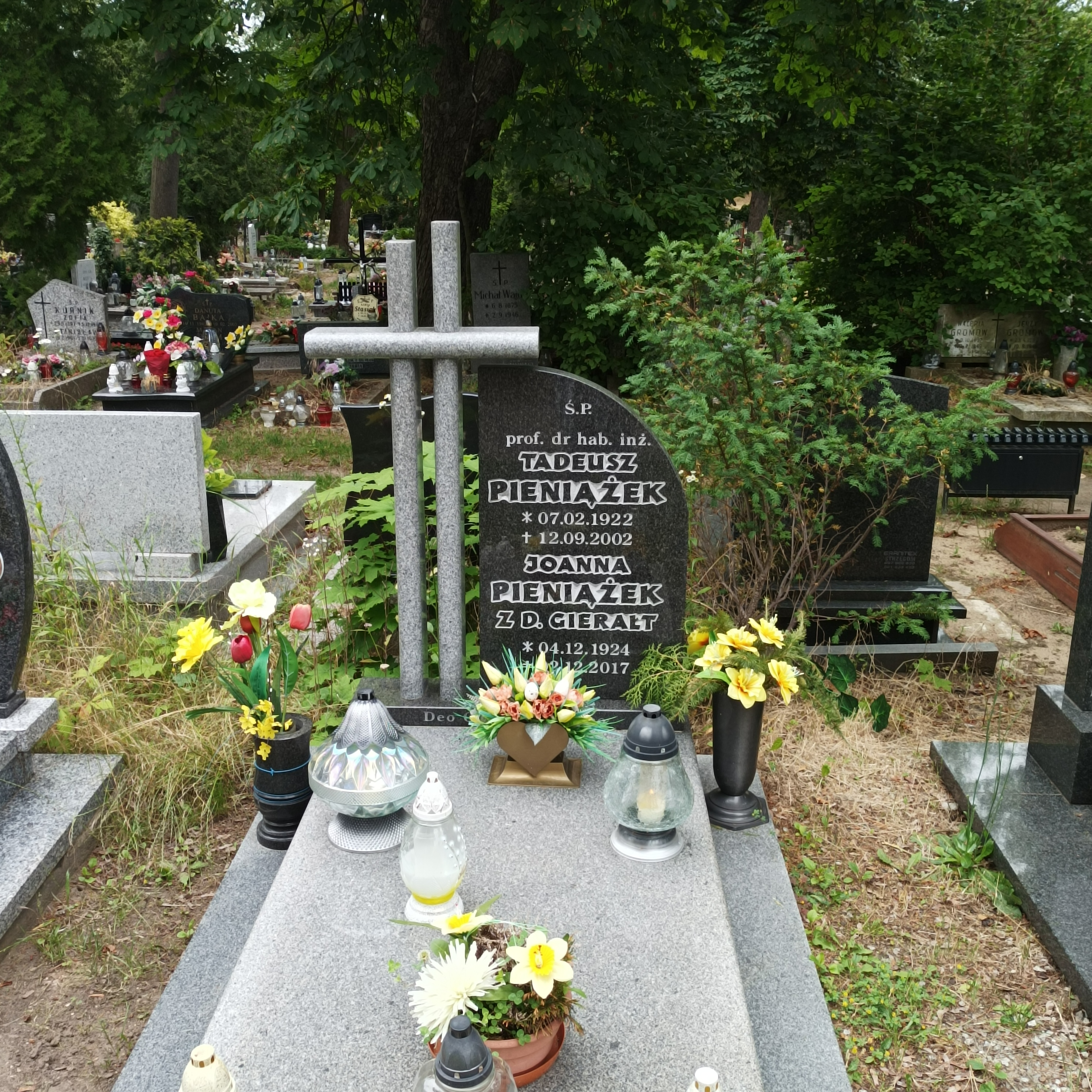
Grób prof. Tadeusza Pieniążka na Cmentarzu Świętej Rodziny we Wrocławiu

## Publikacje
- Termofosfaty magnezowo-krzemianowe : Cz. 1. Warunki powstawania termofosfatów magnezowo-krzemianowych. Cz. 2. Badania nad mechanizmem powstawania termofosfatów magnezowo-krzemianowych (wraz z W. Bobrownickim, J. Schroederem, S. Stopą), „Przemysł Chemiczny” 1956, t. 12, nr 7, s. 392–398.
- Magnezial'nye silikofosfaty (wraz z W. Bobrownickim, J. Schroederem, S. Stopą), „Chimija i Chimiceskaja Technologija” 1957, nr 4, s. 16–30.
- Otrzymywanie termofosfatu na drodze stapiania apatytu z krzemionką i siarczanem wapnia przy równoczesnym wyzyskaniu wydzielającego się dwutlenku siarki (wraz z W. Bobrownickim), „Chemia Stosowana” 1960, t. 4, z. 3–4, s. 359–371.
- Otrzymywanie termofosfatu wapniowo-krzemianowego. Autoreferat pracy doktorskiej, „Wiadomości Chemiczne” 1961, t. 15, s. 598–600.
- Badania nad możliwością zwiększenia stopnia przemiany P2O5 w termofosfatach wapniowo-krzemianowych o wysokiej zawartości apatytu przez zastosowanie dodatków szkłotwórczych lub częściowe odfluorowanie stopów (wraz z W. Bobrownickim), „Chemia Stosowana” Seria A. 1964, t. 8, z. 2, s. 161–170.
- Badania nad wyjaśnieniem mechanizmu powstawania termofosfatów wapniowo-krzemianowych (wraz z W. Bobrownickim), „Chemia Stosowana” Seria A. 1965, t. 9, z. 1, s. 19–28.
- Krystalizacja w układzie K2Cl2-MgSO4-K2SO4-MgCl2-H2O w obecności mocznika : I. Izotermy roztworów nasyconych w KCl w temperaturach 15 i 25 stopni C., „Chemia Stosowana” Seria A. 1965, t. 9, z. 2, s. 177–203.
- Krystalizacja w układzie KCl-MgSO4-K2SO4-MgCl2-H2O w obecności mocznika : III. Izotermy roztworów nasyconych w KCl w temperaturach 35 i 55 stopni C., „Chemia Stosowana” Seria A. 1965, t. 9, z. 4, s. 393–414.
- Krystalizacja w układzie KCl-MgSO4-K2SO4-MgCl2-H2O w obecności mocznika : III. Wyjaśnienie wpływu mocznika na zwiększenie pola krystalizacji siarczanu potasu i praktyczne zastosowanie badań, „Chemia Stosowana” Seria A. 1965, t. 9, z. 4, s. 415–432.
- Zastosowanie metody politermiczno-dynamicznej krystalizacji do otrzymywania siarczanu potasu według reakcji K2Cl2+MgSO4=K2SO4+MgCl2 bez i w obecności mocznika, „Chemia Stosowana” Seria A. 1965, t. 9, z. 1, s. 51–64.
- Krystalizacja w układzie KCl-MgSO4-K2SO4-MgCl2-H2O w obecności mocznika, „Zeszyty Naukowe Politechniki Wrocławskiej. Chemia” 1967, z. 17, s. 66–67.
- Wykorzystanie ługów końcowych po krystalizacji siarczanu potasu w obecności mocznika do otrzymywania fosforanu amonowo-magnezowego (wraz z A. Milewską), „Wiadomości Chemiczne” 1967, R. 21, z. 5, s. 355.
- Odzyskiwanie mocznika z roztworów zawierających sole mineralne (wraz z W. Bobrownickim, M. Szustakowskim), „Przemysł Chemiczny” 1969, t. 48, s. 333–335.
- Technologia soli potasowych (wraz z W. Bobrownickim), Warszawa: WNT, 1969.
- Możliwość zastosowania mocznika w przeróbce karnalitytu (wraz z W. Olszewskim), „Przemysł Chemiczny” 1970, t. 49, nr 8/9, s. 479–483.
- Badania nad procesem otrzymywania węglika krzemu w przemysłowym piecu Achesona (wraz z K. Woźniakiem), „Chemia Stosowana” 1971, t. 15, z. 3, s. 241–258.
- Badania nad przerobem karnalitytu w obecności mocznika (wraz z W. Olszewskim), „Przemysł Chemiczny” 1973, t. 52, nr 1, s. 53–56.
- Przydatność odpadowych popłuczkowych szlamów wapiennych do wytwarzania cementu (wraz z A. Milewską, H. Pilecką, M. Tomala), „Górnictwo Odkrywkowe” 1974, R. 16, nr 7, s. 209-213.
- Rozkład polihalitu surowego i kalcynowanego wodorowęglanem amonowym (wraz ze S. Żarnowskim) „Chemia Stosowana” 1975, t. 19, z. 4, s. 413–420.
- Wpływ warunków syntezy na termiczny rozkład węglika krzemu w piecu Achesona (wraz z K. Woźniakiem), „Chemia Stosowana” 1975, t. 19, z. 1, s. 37–51.
- Przeróbka polihalitu przez podwójną wymianę z azotanem wapniowym. 1. Wybrane badania podstawowe w układzie K-Mg-Ca-SO4-NO3-H2O (wraz z A. Milewską), „Chemia Stosowana” 1976, R. 20, nr 3/4, s. 327–334.
- Rozkład polihalitu roztworami chlorku wapniowego. 1. Roztwory rozcieńczone (wraz z J. Kluczewską-Cwalina) „Chemia Stosowana” 1976, t. 20, nr 2, s. 179–197.
- Rozkład polihalitu roztworami chlorku wapniowego. 2. Roztwory stężone (wraz z J. Kluczewską-Cwalina) „Chemia Stosowana” 1976, t. 20, nr 2, s. 199–214.
- Rozkład polihalitu surowego i kalcynowanego węglanem amonowym (wraz ze S. Żarnowskim) „Chemia Stosowana” 1976, t. 20, nr 1, s. 28–34.
- Przeróbka polihalitu przez podwójną wymianę z azotanem wapniowym. 2. Rozkład polihalitu stężonym roztworem azotanu wapniowego (wraz z A. Milewską), „Chemia Stosowana” 1977, nr 1, s. 83–89.
- Wyznaczenie granic niektórych pól krystalizacji soli układu K2Cl2-MgSO4-K2SO4-MgCl2-H20 w obecności mocznika w temperaturze 25 C (298 K) (wraz z W. Chusnutdinowem), „Chemia Stosowana” 1978, t. 22, z. 2, s. 187–191.
- Sole podwójne układu NH4NO3-/NH4/2SO4-H2O (wraz z J. Turlejem), „Przemysł Chemiczny” 1981, t. 60, nr 7/8, s. 418–422.
- Izotermy układów Na2SO4-H2SO4-H2O i ZnSO4-H2SO4-H2O w temperaturach 278, 288 i 298 K. (wraz z A. Milewską, P. Masztalerzem), „Chemia Stosowana” 1982, t. 26, nr 3/4, s. 419–427.
- Perspektywy eksploatacji i chemicznego przerobu polihalitu (wraz z W. Olszewskim), „Fizykochemiczne Problemy Mineralurgii” 1988, z. 20, s. 69–76.
- Rozkład polihalitu węglanem magnezowym (wraz z A. Milewską, E. Mordarską), „Fizykochemiczne Problemy Mineralurgii” 1988, z. 20, s. 77–78.

## Odznaczenia
- Medal 10-lecia Polski Ludowej (5 maja 1955)[4]